# 徐平
徐 平（じょ へい、生没年不詳）は、三国時代の呉の政治家・武将。字は伯先。揚州会稽郡太末県の人。父は徐陵。

## 生涯
徐平は幼いうちから評判が高く、虞翻は、深く徐平を愛して、しばしば賞賛した。諸葛恪が丹陽太守となり、山越を討伐した際、徐平には人々の間に威信があり思慮深くて、力をあわせて仕事を進めることができると考え、願い出て徐平を郡の丞に任ずる許可を得た。のちに徐平は武昌の左部督にまで昇進した。徐平は心をこめてすべての者と接したため、士卒たちはみな彼のために死力を尽くして任務にはげんだ。
もともと徐平が諸葛恪の属官であったとき、諸葛恪は心中で彼をひどく軽んじており、諸葛恪が主君を補佐して政治を行うようになると、徐平をますます粗末にあつかった。のちに諸葛恪が殺害されると、子の諸葛建は逃亡したが、徐平の私兵に捕えられた。徐平は諸葛建を密かに逃がしたが、のちに諸葛建はふたたび別の軍に捕らえられたという。
徐平の一族の2人の女性が離縁されて家にもどってきたことがあったが、徐平は彼女たちを粗末にすることなく過度なほどに思いやりをかけた。徐平が篤い心をもって正しい道をふみ行ったことはみなこうした例と同じであったという。